# Natação nos Jogos Pan-Americanos de 2019 - 100 m costas masculino
As competições dos 100 metros costas masculino da natação nos Jogos Pan-Americanos de 2019 foram realizadas em 8 de agosto no Centro Aquático Nacional, em Lima, no Peru. 

## Calendário
Horário local (UTC-5).
| Data        | Horário | Fase          |
| ----------- | ------- | ------------- |
| 8 de agosto | 11:53   | Eliminatórias |
| 8 de agosto | 21:47   | Final B       |
| 8 de agosto | 21:47   | Final A       |

## Medalhistas
| Ouro   | USA Daniel Carr     |
| Prata  | BRA Guilherme Guido |
| Bronze | TTO Dylan Carter    |

## Recordes
Antes desta competição, os recordes mundiais e pan-americanos da prova eram os seguintes:
| Tipo                             | Atleta              | Tempo | Local          | Data                 |
| -------------------------------- | ------------------- | ----- | -------------- | -------------------- |
|                                  | USA Ryan Murphy     | 51s85 | Rio de Janeiro | 13 de agosto de 2016 |
| Recorde dos Jogos Pan-Americanos | BRA Guilherme Guido | 53s12 | Toronto        | 18 de julho de 2015  |

## Resultados

### Eliminatórias
A eliminatória foi realizada em 8 de agosto. 
| Pos. | Bateria | Raia | Nadador                | Nacionalidade                | Tempo   | Notas |
| ---- | ------- | ---- | ---------------------- | ---------------------------- | ------- | ----- |
| 1    | 2       | 4    | Daniel Carr            | USA Estados Unidos           | 53.97   | QA    |
| 2    | 1       | 4    | Guilherme Guido        | BRA Brasil                   | 54.52   | QA    |
| 3    | 2       | 5    | Nick Alexander         | USA Estados Unidos           | 54.68   | QA    |
| 4    | 3       | 5    | Dylan Carter           | TTO Trinidad e Tobago        | 54.95   | QA    |
| 5    | 3       | 4    | Javier Acevedo         | CAN Canadá                   | 55.51   | QA    |
| 6    | 1       | 3    | Charles Hockin         | PAR Paraguai                 | 55.53   | QA    |
| 7    | 1       | 5    | Omar Pinzón            | COL Colômbia                 | 55.55   | QA    |
| 8    | 3       | 6    | Jack Stewart Kirby     | BAR Barbados                 | 56.08   | QA    |
| 9    | 3       | 2    | Patrick Groters        | ARU Aruba                    | 56.20   | QB,   |
| 10   | 2       | 6    | Agustin Hernandez      | ARG Argentina                | 56.43   | QB    |
| 11   | 1       | 6    | Yeziel Morales         | PUR Porto Rico               | 56.53   | QB    |
| 12   | 2       | 3    | Andy Xianyang Song An  | MEX México                   | 56.57   | QB    |
| 13   | 3       | 3    | Armando Barrera Aira   | CUB Cuba                     | 56.94   | WD    |
| 14   | 1       | 2    | Maximiliano Valdovinos | CHI Chile                    | 58.30   | QB    |
| 15   | 1       | 7    | Jesus Lopez Yanez      | VEN Venezuela                | 58.32   | QB    |
| 16   | 3       | 7    | Carlos Cobos Davelouis | PER Peru                     | 58.61   | QB    |
| 17   | 2       | 7    | Steven Cobos           | ECU Equador                  | 58.76   | DES   |
| 17   | 2       | 1    | Jose Neumann Doig      | PER Peru                     | 58.76   | DES   |
| 19   | 2       | 2    | Matthew Mays           | ISV Ilhas Virgens Americanas | 59.04   |       |
| 20   | 1       | 1    | Davantae Carey         | BAH Bahamas                  | 59.45   |       |
| 21   | 3       | 1    | Hernán González        | PAN Panamá                   | 59.65   |       |
| 22   | 2       | 8    | Gabriel Castillo Sulca | BOL Bolívia                  | 1:00.12 |       |
| 23   | 3       | 8    | Eisner Barbarena       | NCA Nicarágua                | 1:00.52 |       |

### Desempate
Um desempate foi realizado para definição de posições. 
| Pos. | Raia | Nadador           | Nacionalidade | Tempo | Notas |
| ---- | ---- | ----------------- | ------------- | ----- | ----- |
| 17   | 4    | Steven Cobos      | ECU Equador   | 58.26 | QB    |
| 18   | 5    | Jose Neumann Doig | PER Peru      | 58.77 |       |

### Final B
A final B foi realizada em 8 de agosto. 
| Pos. | Raia | Nadador                | Nacionalidade  | Tempo | Notas            |
| ---- | ---- | ---------------------- | -------------- | ----- | ---------------- |
| 9    | 3    | Yeziel Morales         | PUR Porto Rico | 55.78 | =                |
| 10   | 4    | Patrick Groters        | ARU Aruba      | 55.82 | Recorde nacional |
| 11   | 5    | Agustin Hernandez      | ARG Argentina  | 56.15 |                  |
| 12   | 6    | Andy Xianyang Song An  | MEX México     | 56.43 |                  |
| 13   | 7    | Jesus Lopez Yanez      | VEN Venezuela  | 58.11 |                  |
| 14   | 2    | Maximiliano Valdovinos | CHI Chile      | 58.29 |                  |
| 15   | 7    | Carlos Cobos Davelouis | PER Peru       | 58.83 |                  |
| 16   | 8    | Steven Cobos           | ECU Equador    | 59.02 |                  |

### Final A
A final A foi realizada em 8 de agosto. 
| Pos.              | Raia | Nadador            | Nacionalidade         | Tempo | Notas |
| ----------------- | ---- | ------------------ | --------------------- | ----- | ----- |
| Medalha de ouro   | 4    | Daniel Carr        | USA Estados Unidos    | 53.50 |       |
| Medalha de prata  | 5    | Guilherme Guido    | BRA Brasil            | 53.54 |       |
| Medalha de bronze | 6    | Dylan Carter       | TTO Trinidad e Tobago | 54.42 |       |
| 4                 | 3    | Nick Alexander     | USA Estados Unidos    | 54.76 |       |
| 5                 | 2    | Javier Acevedo     | CAN Canadá            | 55.14 |       |
| 6                 | 7    | Charles Hockin     | PAR Paraguai          | 55.62 |       |
| 7                 | 1    | Omar Pinzón        | COL Colômbia          | 55.83 |       |
| 8                 | 8    | Jack Stewart Kirby | BAR Barbados          | 56.38 |       |

Legenda
| Recorde mundial                  | Recorde mundial (World record)               |                       | Recorde africano                      | Recorde africano (African) |                                           | Q | Classificado por posição (Qualified) |
| Recorde dos Jogos Pan-Americanos | Recorde pan-americano (Pan-American record)  | Recorde da América    | Recorde da América (Americas)         | q                          | Classificado por melhor tempo (Qualified) |   |                                      |
| Melhor marca do ano              | Melhor marca do ano (World leading)          | Recorde asiático      | Recorde asiático (Asian)              | DNS                        | Não largou (Did not start)                |   |                                      |
| Recorde nacional                 | Recorde nacional (National record)           | Recorde europeu       | Recorde europeu (European)            | DNF                        | Não terminou (Did not finish)             |   |                                      |
| Recorde pessoal                  | Recorde pessoal do atleta (Personal best)    | Recorde da Oceania    | Recorde da Oceania (Oceania)          | DSQ / DQ                   | Desclassificado (Disqualified)            |   |                                      |
| Recorde da temporada             | Recorde da temporada do atleta (Season best) | Recorde sul-americano | Recorde sul-americano (South America) | NM                         | Sem marca (No mark)                       |   |                                      |